# La Última Cena (Dalí)
La Última Cena o El sacramento de la Última Cena es un famoso cuadro realizado por Salvador Dalí en 1955. Está pintado al óleo sobre lienzo, mide 167 x 268 cm y se encuentra en la Galería Nacional de Arte de Washington D. C. Esta obra es una representación moderna de la famosa Última Cena de Leonardo da Vinci, cuya iconografía recupera. Se enmarca en la llamada etapa "atómica" de Salvador Dalí (años 1950).

## Simbolismo e interpretaciones
Las dimensiones del lienzo se encuentran en proporción áurea casi perfecta apareciendo además un monumental dodecaedro.